# Kūshk Darreh (ort i Västazarbaijan, lat 36,51, long 45,74)
Kūshk Darreh (persiska: كوشگِه دَرِّه, کوشک درّه, Kūshgeh Darreh, كُسك دَرِّه) är en ort i Iran.   Den ligger i provinsen Västazarbaijan, i den nordvästra delen av landet, 500 km väster om huvudstaden Teheran. Kūshk Darreh ligger 1 590 meter över havet och antalet invånare är 233.
Terrängen runt Kūshk Darreh är kuperad. Runt Kūshk Darreh är det ganska tätbefolkat, med 60 invånare per kvadratkilometer. Närmaste större samhälle är Māzhgeh, 19,3 km söder om Kūshk Darreh. Trakten runt Kūshk Darreh består i huvudsak av gräsmarker.